# Trygghetsboende
Trygghetsboende är i Sverige en boendeform avsedd för äldre som syftar till att ge dem en tryggare tillvaro med större social gemenskap. Boendeformen är tänkt att vara ett mellansteg mellan eget boende och särskilt boende (som exempelvis äldreboende). Till skillnad från särskilt boende ingår inte omvårdnad eller sjukvård.
Trygghetsboenden förekommer som hyresrätt, bostadsrätt och kooperativ hyresrätt och exakt utformning varierar. För det mesta avses bostäder med tillgänglighetsanpassningar, gemensamhetsutrymmen och särskild personal.

## Historik
2006 tillkallade Regeringen Reinfeldt en delegation för att ta fram förslag till åtgärder som kan stimulera utvecklingen av bostäder och
boende anpassade för äldre. 2008 lämnade delegationen (som leddes Barbro Westerholm) sitt slutbetänkande Bo bra hela livet (SOU 2008:113) som bland annat introducerade trygghetsboenden och statsbidrag för uppbyggnaden av dessa. Syftet var då att motverka en upplevd känsla av ensamhet och otrygghet bland äldre.
2012 visade statistik från Boverket att många kommuner valde att omvandla äldreboende till trygghetsboende för att spara pengar inom äldreomsorgen. Westerholm menade då att det var en olycklig utveckling och att trygghetsboende inte var tänkt att ersätta äldreboende. En annan kritik som har framförts i takt med trygghetsbostädernas växande popularitet är att deras ofta höga hyror exkluderar äldre med lägre pension.
I maj 2023 fanns trygghetsboende i 160 av 290 (55 %) kommuner. 51 % av dessa angav att det fanns en balans mellan utbud och efterfrågan medan 43 % av dem ansåg att de hade en brist. 40 % av de kommuner som saknade trygghetsboende uppgav att det egentligen fanns ett behov.

## Studier
Forskningen om trygghetsboenden är begränsad. En avhandling vid Umeå universitet visade att boende i trygghetsboende uppvisade ett lägre självskattat välbefinnande än äldre i egna boende, men att det inte nödvändigtvis berodde på boendeformen i sig. Tvärt om verkar trygghetsboende ha viss positiv effekt på de äldre som redan har sämre hälsa och är nedstämda.